# Megapomponia imperatoria
Megapomponia imperatoria är en art av cikada från Sydostasien, och är världens största cikada. Arten namngavs och beskrevs för första gången 1842 av den engelska entomologen och arachnologen John Obadiah Westwood, känd för sina artistiska talanger i att illustrera och avbilda insekters anatomiska särdrag.

## Beskrivning
Med ett vingspann mellan 18 och 20 cm och en kroppslängd upp mot 7 cm är Megapomponia imperatoria världens största upptäcka cikadaart. Cikadan brukar ha en grönbrun färg, mörkgröna komplexögon och gröna vingnerver. Vingarna är genomskinliga och prydda med fläckar på vissa platser. Andra färgteckningar förekommer också, som mer ljusbruna individer med roströda vingnerver.
Även om färgteckningen kan skilja sig markant mellan individer, är det utmärkande draget för arten dess massiva storlek och robust byggda kropp. I övrigt påminner Megapomponia imperatoria anatomiskt om andra cikador.

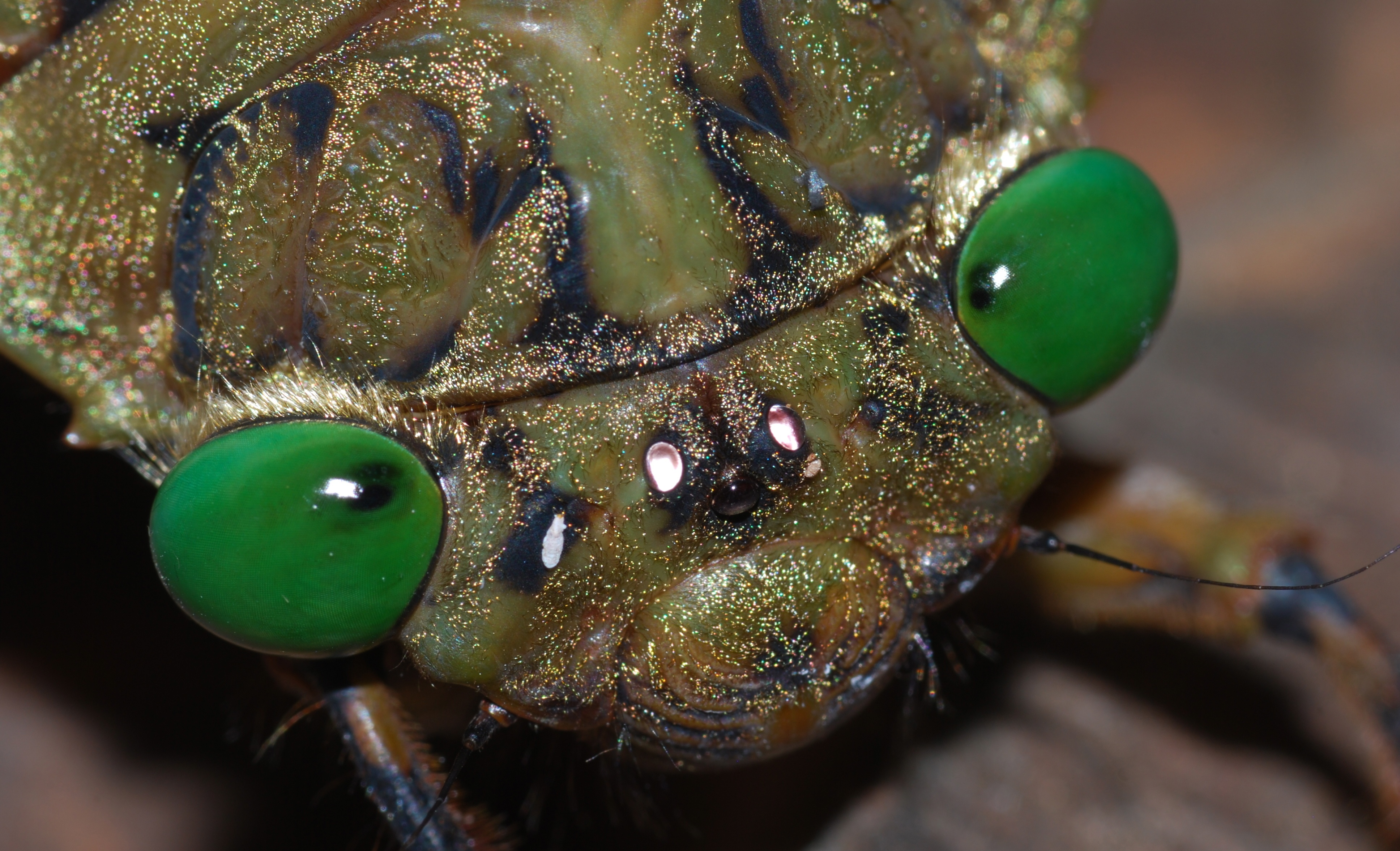
Närbild på komplexögonen

## Ekologi och levnadssätt
Cikadans naturliga habitat utgörs av tropisk regnskog med gott om träd som nymferna livnär sig på större delen av deras liv.
Precis som andra cikador tillbringar Megapomponia imperatoria den största delen av sitt liv som en nymf och genomgår ofullständig förvandling i slutet av sin livscykel för att kunna para sig. Nymfer lever som regel skyddade under marken och suger växtsaft från rötter. Cikadans vingar behöver några minuter på sig för att hårdna och torka när den klättrat upp från gömstället och genomgår det sista stadiet i livscykeln för att bli en imago. Så snart vingarna torkat kan cikadan genast börja flyga.  
Så snart Megapomponia imperatoria utvecklats till en imago börjar hanarna producera ljud med ett speciellt ljudorgan på buksidan med syftet att locka till sig en hona. Sången varar i några veckor och är ganska högljudd. Honorna lägger sedan ägg och larverna gräver snabbt ner sig under jorden för att utvecklas till nymfer.

## Utbredning
Megapomponia imperatoria förekommer i Malaysias regnskogar. Den har även observerats i bl.a. Indien, Thailand, Kambodja, Laos och en rad andra asiatiska länder, men det är oklart om det verkligen rör sig om individer av arten Megapomponia imperatoria eller felbedömning av en annan cikadaart.